# بن مارتین (بازیکن فوتبال، زاده ۱۹۸۲)
بن مارتین (انگلیسی: Ben Martin؛ زادهٔ ۱۵ نوامبر ۱۹۸۲) بازیکن فوتبال اهل بریتانیا است.